# Březí (Meclov)
Březí (německy Pirk) je malá vesnice, část obce Meclov v okrese Domažlice v Plzeňském kraji. V roce 2011 zde trvale žilo 80 obyvatel.
Farnost: Klenčí pod Čerchovem (farnost do roku 2005: Meclov).

## Historie
První písemná zmínka o vesnici pochází z roku 1528.

## Obyvatelstvo
| Rok            | 1869 | 1880 | 1890 | 1900 | 1910 | 1921 | 1930 | 1950 | 1961 | 1970 | 1980 | 1991 | 2001 | 2011 | 2021 |
| -------------- | ---- | ---- | ---- | ---- | ---- | ---- | ---- | ---- | ---- | ---- | ---- | ---- | ---- | ---- | ---- |
| Počet obyvatel | 171  | 174  | 165  | 164  | 140  | 161  | 187  | 100  | 92   | 86   | 62   | 49   | 55   | 80   | 56   |
| Počet domů     | 22   | 24   | 25   | 28   | 28   | 27   | 33   | 29   | 29   | 20   | 19   | 15   | 19   | 27   | 18   |

## Obecní správa
Při sčítání lidu v letech 1850–1889 Březí bylo osadou obce Mašovice v okrese Horšův Týn. V letech 1890–1959 bylo samostatnou obcí v okrese Horšovský Týn (v letech 1890–1910 Horšův Týn). Od roku 1960 je částí obce Meclov v okrese Domažlice.

## Galerie

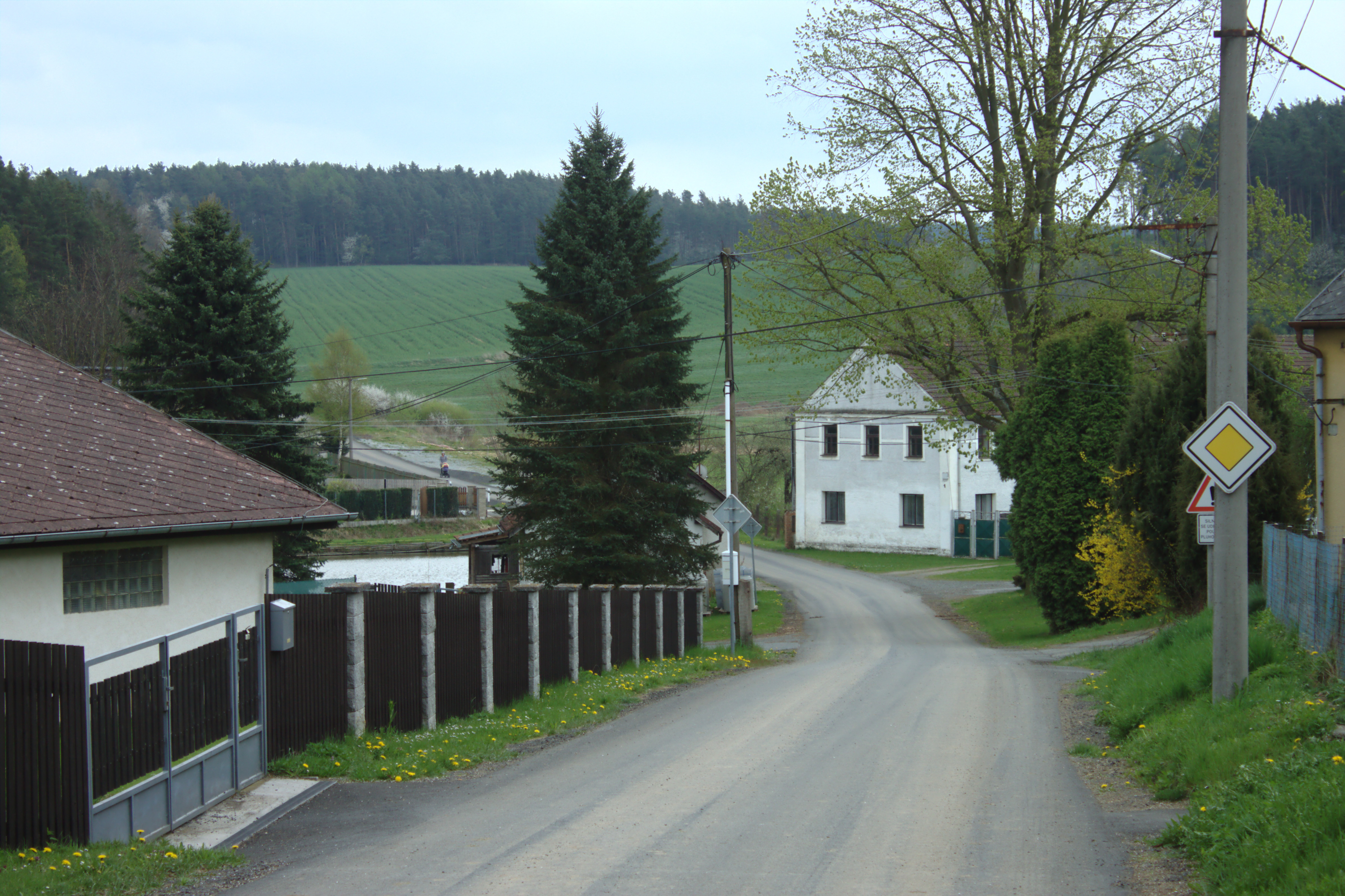
Silnice vedoucí k Bozdíši
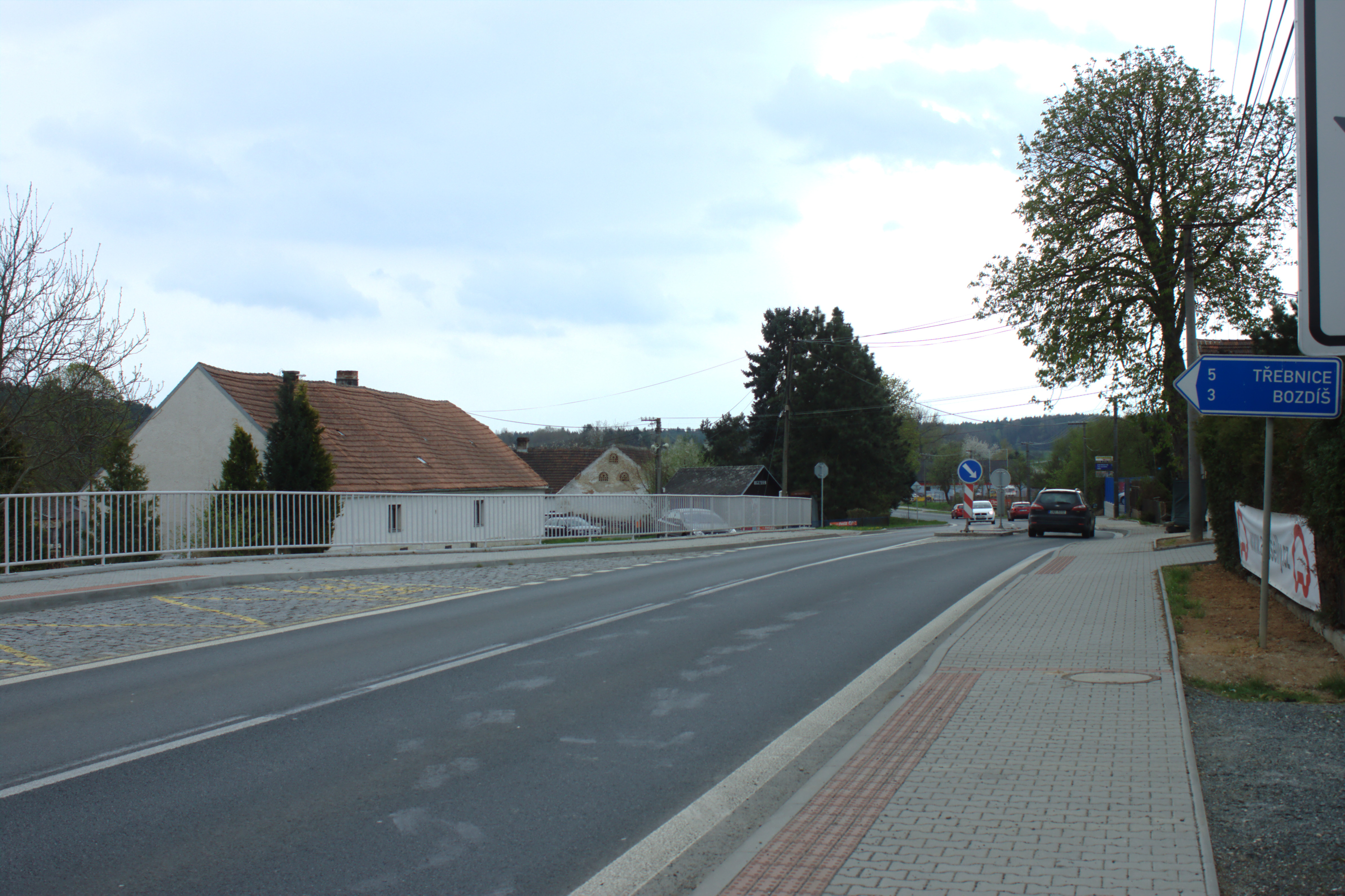
Silnice I/26 v obci, směrem k Draženovu